# Ситово (Силістринська область)
Си́тово (болг. Ситово) — село в Силістринській області Болгарії. Адміністративний центр общини Ситово.

## Населення
За даними перепису населення 2011 року у селі проживали 780 осіб.
Національний склад населення села:
| Національність   | Кількість осіб | Відсоток |
| ---------------- | -------------- | -------- |
| болгари          | 747            | 99,3%    |
| інша             | 4              | 0,5%     |
| Всього відповіли | 752            |          |

Розподіл населення за віком у 2011 році:
Динаміка населення: